# Magnesiumdihydrogenphosphat
Magnesiumdihydrogenphosphat ist eine anorganische chemische Verbindung des Magnesiums aus der Gruppe der Hydrogenphosphate.

## Gewinnung und Darstellung
Magnesiumdihydrogenphosphat kann durch Reaktion von Phosphorsäure mit Magnesiumhydroxid gewonnen werden.

## Eigenschaften
Magnesiumdihydrogenphosphat ist ein weißes Pulver, das in Wasser löslich ist. Beim Lösen in Wasser erfolgt teilweise Hydrolyse (Spaltung) zu Phosphorsäure. Bei Erhitzung zersetzt es sich zu Metaphosphat.
Das Tetrahydrat der Verbindung kristallisiert im triklinen System mit der Raumgruppe P1 (Raumgruppen-Nr. 2), Z = 2. Die Struktur enthält viergliedrige Ringe aus zwei PO4-Tetraedern und zwei MgO6-Oktaedern, die über gemeinsame Ecken verbunden sind. Diese Ringe sind durch die MgO6-Oktaeder zu Ketten verbunden und sind abwechselnd um etwa 90° verdreht.
Beim Erhitzen des Tetrahydrats kommt es zur Abspaltung des Kristallwassers in zwei Schritten mit Bildung des Dihydrats bei 150 °C (wobei die Dehydratisierung schon bei etwa 60 °C beginnt) und des wasserfreien Dihydrogenphosphats bei 250 °C, gefolgt von der Freisetzung des konstituierenden Wassers und der Bildung von Magnesiummetaphosphat bei 400 °C.

## Verwendung
Magnesiumdihydrogenphosphat wird als Flammschutzmittel für Holz und als Stabilisator für Kunststoffe verwendet. In Lebensmitteln dient es als Säureregulator.